# 阿什莉·鲍尔 (曲棍球运动员)
阿什莉·鲍尔（英語：Ashleigh Ball，1986年3月25日—），英国女子曲棍球运动员。她曾代表英国国家队参加2012年夏季奥林匹克运动会曲棍球比赛，结果队伍获得一枚铜牌。